# 鄭鎮瑾
鄭 鎮瑾（チョン・ジングン、朝鮮語: 정진근/鄭鎭瑾、1907年9月29日 - 1984年7月25日）は、日本統治時代の朝鮮の独立運動家、農家、大韓民国の政治家。制憲韓国国会議員。

## 経歴
慶尚南道梁山郡（現・梁山市）出身。早稲田大学政経科卒（中退という情報もある）。中国にて長い間民族運動を行った後に帰国し、農家を営んだ。また、安熙済が経営する白山商会を通じ朝鮮独立運動のための資金的な支援などを行った。1948年の初代総選挙に梁山郡選挙区より無所属で出馬し当選した。国会では懲戒資格委員会委員を務めた。
1984年7月25日に梁山郡上北面の自宅で老衰により死去。享年79。

## エピソード
1950年の第2代総選挙では梁山郡選挙区から従兄弟の安鐘石と同時に出馬したが、2人を含む計10人の候補者がいた混戦で共倒れして徐璋珠に敗れた。